# Tulitikkutehtaan tyttö
Tulitikkutehtaan tyttö (Engels: The Match Factory Girl) is een Fins-Zweedse film van Aki Kaurismäki die uitgebracht werd in 1990.
Deze zwarte komedie vormt het derde luik van Kaurismäki's Työläistrilogia, zijn arbeiderstrilogie waarvan Shadows in Paradise  (Varjoja paratiisissa) (1986) en Ariel (1988) eveneens deel uitmaken.

## Verhaal
Iris is een ietwat naïeve jonge vrouw die nog thuis woont bij haar moeder en haar stiefvader. Ze werkt als arbeidster in een luciferfabriek waar ze aan de lopende band staat. Haar ouders zijn onverschillige en egoïstische nietsnutten die hun dagen vullen met televisiekijken en drinken. Thuis draait Iris voor alles op: ze maakt eten, ze moet haar loon afgeven ...  
Niet alleen haar familiaal leven stelt niets voor, ook haar liefdesleven is een ramp. Toch hoopt ze de Grote Liefde nog te beleven. Wanneer ze uitgaat wordt ze nooit gevraagd om te dansen. Op een keer wordt ze wel door een man uitgenodigd om te dansen en wordt ze door hem verleid. Ze is ervan overtuigd eindelijk haar Prins Charmant gevonden te hebben. Nadat ze de nacht samen hebben doorgebracht, gaat de man er 's morgens vroeg van door en laat geld achter, in de volle overtuiging dat hij met een prostituee te maken had.
Een tijdje later stelt Iris vast dat ze zwanger is. De toekomstige vader wil echter niets met haar te maken hebben en stuurt haar geld op voor een abortus. 
Ontnuchterd en ontgoocheld zal Iris zich ontpoppen tot een gewelddadige wraakgodin.   

## Rolverdeling
| Acteur            | Personage                       |
| ----------------- | ------------------------------- |
| Kati Outinen      | Iris                            |
| Elina salo        | de moeder van Iris              |
| Esko Nikkari      | de stiefvader van Iris          |
| Vesa Vierikko     | Aarne                           |
| Reijo Taipale     | de zanger                       |
| Silu Seppälä      | de broer van Iris               |
| Outi Mäenpää      | de collega en vriendin van Iris |
| Marja Packalén    | de dokter                       |
| Richard Reitinger | de man in de bar                |